# NGC 4137
NGC 4137 é uma galáxia espiral barrada (SBc) localizada na direcção da constelação de Canes Venatici. Possui uma declinação de +44° 05' 24" e uma ascensão recta de 12 horas, 09 minutos e 17,4 segundos.
A galáxia NGC 4137 foi descoberta em 4 de Maio de 1881 por Édouard Jean-Marie Stephan.